# СССР на зимних Олимпийских играх 1960
Команду СССР, выступившую на зимних Олимпийских играх 1960 года, составили 62 спортсмена из 15 городов и населённых пунктов трёх союзных республик. Представители сборной Советского Союза участвовали во всех видах олимпийской программы, кроме мужских горнолыжных дисциплин и одиночного фигурного катания на коньках. Спортсмены завоевали 21 медаль (7 золотых, 5 серебряных и 9 бронзовых), набрав 146,5 очков в неофициальном командном зачёте и оторвавшись на 84,5 очков от команд США и Швеции (по 62 очка), разделивших второе место.
Советская сборная выиграла золотые медали в двух видах спорта — конькобежном спорте и лыжных гонках, впервые были выиграны олимпийские награды в биатлоне и северном двоеборью (по бронзе). Результат выступлений в конькобежном спорте — 6 золотых медалей — является самым успешным для сборной СССР в этом виде спорта.

## Медалисты
| Золото  |                          |                                           |            |
| №       | Спортсмены               | Вид спорта (дисциплина)                   | Дата       |
| 1       | Мария Гусакова           | Лыжные гонки (10 км, женщины)             | 20 февраля |
| 2       | Евгений Гришин           | Конькобежный спорт (500 метров, мужчины)  | 24 февраля |
| 3       | Евгений Гришин           | Конькобежный спорт (1500 метров, мужчины) | 26 февраля |
| Серебро |                          |                                           |            |
| №       | Спортсмены               | Вид спорта (дисциплина)                   | Дата       |
| 1       | Любовь Баранова-Козырева | Лыжные гонки (10 км, женщины)             | 20 февраля |
| Бронза  |                          |                                           |            |
| №       | Спортсмены               | Вид спорта (дисциплина)                   | Дата       |
| 1       | Радья Ерошина            | Лыжные гонки (10 км, женщины)             | 20 февраля |
| 2       | Рафаэль Грач             | Конькобежный спорт (500 метров, мужчины)  | 24 февраля |
| 3       | Борис Стенин             | Конькобежный спорт (1500 метров, мужчины) | 26 февраля |

| Медаль               | Спортсмен | Вид спорта         | Дисциплина                  |
| -------------------- | --- | ------------------ | --------------------------- |
| Золото               | Виктор Косичкин | Конькобежный спорт | Мужчины, 5000 м             |
| Золото               | Клара Гусева | Конькобежный спорт | Женщины, 1000 м             |
| Золото               | Лидия Скобликова | Конькобежный спорт | Женщины, 1500 м             |
| Золото               | Лидия Скобликова | Конькобежный спорт | Женщины, 3000 м             |
| Серебро              | Мария Гусакова Любовь Баранова-Козырева Радья Ерошина | Лыжные гонки       | Женщины, эстафета 3х5 км    |
| Серебро              | Виктор Косичкин | Конькобежный спорт | Мужчины, 10000 м            |
| Серебро              | Наталья Донченко | Конькобежный спорт | Женщины, 500 м              |
| Серебро              | Валентина Стенина | Конькобежный спорт | Женщины, 3000 м             |
| Бронза               | Александр Привалов | Биатлон            | Мужчины, гонка 20 км        |
| Бронза               | Николай Аникин | Лыжные гонки       | Мужчины, гонка 30 км        |
| Бронза               | Анатолий Шелюхин Геннадий Ваганов Алексей Кузнецов Николай Аникин | Лыжные гонки       | Мужчины, эстафета 4х10 км   |
| Бронза               | Николай Гусаков | Лыжное двоеборье   | Мужчины, северное двоеборье |
| Бронза               | Тамара Рылова | Конькобежный спорт | Женщины, 1000 м             |
| Бронза               | Сборная СССР по хоккею \| Николай Пучков \| Евгений Еркин \| \| Альфред Кучевский \| Генрих Сидоренков \| \| Николай Сологубов \| Юрий Баулин \| \| Николай Карпов \| Михаил Бычков \| \| Владимир Гребенников \| Константин Локтев \| \| Вениамин Александров \| Евгений Грошев \| \| Виктор Якушев \| Виктор Пряжников \| \| Станислав Петухов \| Юрий Цицинов \| \| Александр Альметов \| \| | Хоккей             | Мужчины                     |
| Николай Пучков       | Евгений Еркин |                    |                             |
| Альфред Кучевский    | Генрих Сидоренков |                    |                             |
| Николай Сологубов    | Юрий Баулин |                    |                             |
| Николай Карпов       | Михаил Бычков |                    |                             |
| Владимир Гребенников | Константин Локтев |                    |                             |
| Вениамин Александров | Евгений Грошев |                    |                             |
| Виктор Якушев        | Виктор Пряжников |                    |                             |
| Станислав Петухов    | Юрий Цицинов |                    |                             |
| Александр Альметов   | |                    |                             |

## Медали по видам спорта
| Спорт              | Золото | Серебро | Бронза | Всего |
| ------------------ | ------ | ------- | ------ | ----- |
| Конькобежный спорт | 6      | 3       | 3      | 12    |
| Лыжные гонки       | 1      | 2       | 3      | 6     |
| Лыжное двоеборье   | 0      | 0       | 1      | 1     |
| Биатлон            | 0      | 0       | 1      | 1     |
| Хоккей с шайбой    | 0      | 0       | 1      | 1     |

## Состав и результаты олимпийской сборной СССР

### Хоккей
Спортсменов — 17
Мужчины
Состав команды
| №              | Имя                  | Клуб             | Дата рождения   | Возраст | Игр     | Шайб    | Передач |
| Вратари        | Вратари              | Вратари          | Вратари         | Вратари | Вратари | Вратари | Вратари |
| -------------- | -------------------- | ---------------- | --------------- | ------- | ------- | ------- | ------- |
|                | Николай Пучков       | ЦСКА             | 30 января 1930  | 30      | 5       | -19     |         |
|                | Евгений Ёркин        | Крылья Советов   | 23 августа 1932 | 27      | 3       | -5      |         |
| Защитники      |                      |                  |                 |         |         |         |         |
|                | Николай Сологубов    | ЦСКА             | 8 августа 1924  | 35      | 5       | 1       | 8       |
|                | Юрий Баулин          | ЦСКА             | 5 октября 1933  | 26      | 6       | 1       | 2       |
|                | Николай Карпов       | Крылья Советов   | 8 ноября 1929   | 30      | 3       | 1       | 2       |
|                | Генрих Сидоренков    | ЦСКА             | 11 августа 1931 | 28      | 7       | 1       | 2       |
|                | Альфред Кучевский    | Крылья Советов   | 17 марта 1931   | 28      | 7       | 0       | 3       |
| Нападающие     |                      |                  |                 |         |         |         |         |
|                | Вениамин Александров | ЦСКА             | 18 апреля 1937  | 22      | 7       | 7       | 6       |
|                | Александр Альметов   | ЦСКА             | 18 января 1940  | 20      | 7       | 2       | 3       |
|                | Константин Локтев    | ЦСКА             | 16 апреля 1933  | 26      | 6       | 6       | 2       |
|                | Михаил Бычков        | Крылья Советов   | 22 мая 1926     | 33      | 7       | 1       | 3       |
|                | Владимир Гребенников | Крылья Советов   | 22 августа 1932 | 27      | 7       | 4       | 4       |
|                | Юрий Цицинов         | Крылья Советов   | 24 августа 1937 | 22      | 7       | 5       | 4       |
|                | Станислав Петухов    | Динамо Москва    | 19 августа 1937 | 22      | 7       | 4       | 4       |
|                | Евгений Грошев       | Крылья Советов   | 3 апреля 1937   | 22      | 7       | 4       | 3       |
|                | Виктор Якушев        | Локомотив Москва | 16 ноября 1937  | 22      | 7       | 1       | 4       |
|                | Виктор Пряжников     | Крылья Советов   | 23 декабря 1933 | 26      | 3       | 2       | 0       |
| Главный тренер |                      |                  |                 |         |         |         |         |
| Флаг СССР      | Анатолий Тарасов     | Анатолий Тарасов | 10 декабря 1918 | 41      |         |         |         |

Результаты
Предварительный раунд
| М | Команда   | И | В | Н | П | Ш    | ±Ш | О |
| - | --------- | - | - | - | - | ---- | -- | - |
| 1 | СССР      | 2 | 2 | 0 | 0 | 16:4 | +8 | 4 |
| 2 | Германия  | 2 | 1 | 0 | 1 | 4:9  | -5 | 2 |
| 3 | Финляндия | 2 | 0 | 0 | 2 | 5:12 | -7 | 0 |

| 19 февраля 1960 | \| СССР \| 8:0 (3:0, 3:0, 2:0) \| Германия \| \| Юрий Баулин (Александров) — 01:32 Виктор Пряжников (Петухов) — 04:01 Вениамин Александров — 18:44 Станислав Петухов (Сологубов) — 22:55 Евгений Грошев (Якушев) — 31:53 Александр Альметов (Александров) — 38:16 Николай Сологубов (Цицинов) — 45:19 Константин Локтев (Александров, Кучевский) — 49:06 \| Голы \| \| | Скво-Вэлли |
| СССР | 8:0 (3:0, 3:0, 2:0) | Германия   |
| Юрий Баулин (Александров) — 01:32 Виктор Пряжников (Петухов) — 04:01 Вениамин Александров — 18:44 Станислав Петухов (Сологубов) — 22:55 Евгений Грошев (Якушев) — 31:53 Александр Альметов (Александров) — 38:16 Николай Сологубов (Цицинов) — 45:19 Константин Локтев (Александров, Кучевский) — 49:06 | Голы |            |

| 20 февраля 1960 | \| СССР \| 8:4 (2:1, 4:0, 2:3) \| Финляндия \| \| Владимир Гребенников (Петухов, Цицинов) — 04:43 Евгений Грошев (Якушев, Карпов) — 09:35 Николай Карпов — 22:36 Виктор Якушев (Петухов) — 29:36 Юрий Цицинов (Гребенников, Карпов) — 36:21 Евгений Грошев (Петухов) — 37:30 Константин Локтев (Александров) — 44:31 Владимир Гребенников (Цицинов) — 56:28 \| Голы \| 18:09 — Матти Лампаинен 43:20 — Хейно Пулли 47:15 — Пертти Ниеминен (Пулли) 59:42 — Пертти Ниеминен \| | Скво-Вэлли                                                                                          |
| СССР | 8:4 (2:1, 4:0, 2:3) | Финляндия                                                                                           |
| Владимир Гребенников (Петухов, Цицинов) — 04:43 Евгений Грошев (Якушев, Карпов) — 09:35 Николай Карпов — 22:36 Виктор Якушев (Петухов) — 29:36 Юрий Цицинов (Гребенников, Карпов) — 36:21 Евгений Грошев (Петухов) — 37:30 Константин Локтев (Александров) — 44:31 Владимир Гребенников (Цицинов) — 56:28 | Голы | 18:09 — Матти Лампаинен 43:20 — Хейно Пулли 47:15 — Пертти Ниеминен (Пулли) 59:42 — Пертти Ниеминен |

Финальный раунд
| М | Команда      | И | В | Н | П | Ш     | ±Ш  | О  |
| - | ------------ | - | - | - | - | ----- | --- | -- |
| 1 | США          | 5 | 5 | 0 | 0 | 29:11 | +18 | 10 |
| 2 | Канада       | 5 | 4 | 0 | 1 | 31:12 | +19 | 8  |
| 3 | СССР         | 5 | 2 | 1 | 2 | 24:19 | +5  | 5  |
| 4 | Чехословакия | 5 | 2 | 0 | 3 | 21:23 | -2  | 4  |
| 5 | Швеция       | 5 | 1 | 1 | 3 | 19:19 | +0  | 3  |
| 6 | Германия     | 5 | 0 | 0 | 5 | 5:45  | −40 | 0  |

| 22 февраля 1960 13:00 | \| СССР \| 8:5 (3:2, 2:1, 3:2) \| Чехословакия \| \| Юрий Цицинов (Михаил Бычков, Сологубов) — 07:33 Константин Локтев (Альметов, Александров) — 15:56 Вениамин Александров — 18:26 Юрий Цицинов (Гребенников) — 25:38 Константин Локтев (Альметов, Сологубов) — 15:56 Вениамин Александров (Альметов, Локтев) — 51:08 Станислав Петухов (Якушев) — 44:28 Константин Локтев (Гребенников, Грошев) — 53:09 \| Голы \| 14:17 — Властимил Бубник 19:44 — Йожеф Черный 35:01 — Вацлав Пантучек (Пощ, Бубник) 45:03 — Вацлав Пантучек (Бубник, Данда) 50:13 — Вацлав Пантучек (Данда) \| | Скво-Вэлли |
| СССР | 8:5 (3:2, 2:1, 3:2) | Чехословакия |
| Юрий Цицинов (Михаил Бычков, Сологубов) — 07:33 Константин Локтев (Альметов, Александров) — 15:56 Вениамин Александров — 18:26 Юрий Цицинов (Гребенников) — 25:38 Константин Локтев (Альметов, Сологубов) — 15:56 Вениамин Александров (Альметов, Локтев) — 51:08 Станислав Петухов (Якушев) — 44:28 Константин Локтев (Гребенников, Грошев) — 53:09 | Голы | 14:17 — Властимил Бубник 19:44 — Йожеф Черный 35:01 — Вацлав Пантучек (Пощ, Бубник) 45:03 — Вацлав Пантучек (Бубник, Данда) 50:13 — Вацлав Пантучек (Данда) |

| 24 февраля 1960 15:30                                                                  | \| СССР \| 2:2 (0:0, 0:0, 2:2) \| Швеция \| \| Константин Локтев (Грошев, Сологубов) — 48:07 Вениамин Александров (Сологубов) — 51:49 \| Голы \| 42:39 — Ниссе Нильссон (Лундвалль) 58:32 — Ниссе Нильссон (Лундвалль, Петтерссон) \| | Скво-Вэлли                                                                        |
| СССР                                                                                   | 2:2 (0:0, 0:0, 2:2) | Швеция                                                                            |
| Константин Локтев (Грошев, Сологубов) — 48:07 Вениамин Александров (Сологубов) — 51:49 | Голы | 42:39 — Ниссе Нильссон (Лундвалль) 58:32 — Ниссе Нильссон (Лундвалль, Петтерссон) |

| 25 февраля 1960 13:00 | \| СССР \| 7:1 (0:1, 4:0, 3:0) \| Германия \| \| Владимир Гребенников (Цицинов) — 27:47 Юрий Цицинов (Баулин) — 31:33 Вениамин Александров (Кучевский, Якушев) — 33:40 Станислав Петухов (Кучевский) — 34:42 Юрий Цицинов (Бычков) — 50:41 Станислав Петухов (Сидоренков) — 53:24 Генрих Сидоренков — 59:16 \| Голы \| 03:17 — Ханс Хубер \| | Скво-Вэлли         |
| СССР | 7:1 (0:1, 4:0, 3:0) | Германия           |
| Владимир Гребенников (Цицинов) — 27:47 Юрий Цицинов (Баулин) — 31:33 Вениамин Александров (Кучевский, Якушев) — 33:40 Станислав Петухов (Кучевский) — 34:42 Юрий Цицинов (Бычков) — 50:41 Станислав Петухов (Сидоренков) — 53:24 Генрих Сидоренков — 59:16 | Голы | 03:17 — Ханс Хубер |

| 27 февраля 1960 13:30                                                        | \| СССР \| 2:3 (2:1, 0:1, 0:1) \| США \| \| Вениамин Александров (Сологубов) — 05:03 Михаил Бычков (Гребенников) — 09:37 \| Голы \| 04:04 — Уильям Клири (Р. Клири) 31:01 — Уильям Кристиан (Р. Кристиан) 54:59 — Уильям Кристиан (Р. Кристиан, Уильямс) \| | Скво-Вэлли |
| СССР                                                                         | 2:3 (2:1, 0:1, 0:1) | США |
| Вениамин Александров (Сологубов) — 05:03 Михаил Бычков (Гребенников) — 09:37 | Голы | 04:04 — Уильям Клири (Р. Клири) 31:01 — Уильям Кристиан (Р. Кристиан) 54:59 — Уильям Кристиан (Р. Кристиан, Уильямс) |

| 28 февраля 1960 | \| СССР \| 5:8 (0:3, 3:1, 2:4) \| Канада \| \| Александр Альметов (Александров) — 25:28 Вениамин Александров (Локтев, Сологубов) — 25:51 Владимир Гребенников (Бычков, Сологубов) — 29:56 Евгений Грошев (Сидоренков) — 50:16 Виктор Пряжников (Грошев, Баулин) — 55:02 \| Голы \| 07:32 — Фред Этчер (Эттерсли) 18:12 — Гарри Синден (Эттерсли, Этчер) 18:27 — Джордж Самоленко (Эттерсли, Синден) 22:37 — Дональд Поуп (Руссо) 45:33 — Фред Этчер (Эттерсли) 46:48 — Джеймс Коннели (Эттерсли) 47:53 — Флойд Мартин (Коннели, Лауфман) 59:52 — Роберт Эттерсли (Этчер) \| | Скво-Вэлли |
| СССР | 5:8 (0:3, 3:1, 2:4) | Канада |
| Александр Альметов (Александров) — 25:28 Вениамин Александров (Локтев, Сологубов) — 25:51 Владимир Гребенников (Бычков, Сологубов) — 29:56 Евгений Грошев (Сидоренков) — 50:16 Виктор Пряжников (Грошев, Баулин) — 55:02 | Голы | 07:32 — Фред Этчер (Эттерсли) 18:12 — Гарри Синден (Эттерсли, Этчер) 18:27 — Джордж Самоленко (Эттерсли, Синден) 22:37 — Дональд Поуп (Руссо) 45:33 — Фред Этчер (Эттерсли) 46:48 — Джеймс Коннели (Эттерсли) 47:53 — Флойд Мартин (Коннели, Лауфман) 59:52 — Роберт Эттерсли (Этчер) |